# Ramon Harewood
Ramon Harewood (Saint Michael, 3 febbraio 1987) è un giocatore di football americano barbadiano che gioca nel ruolo di offensive tackle per i Denver Broncos della National Football League (NFL). Fu scelto nel corso del sesto giro (194º assoluto) del Draft NFL 2010 dai Baltimore Ravens. All'università ha giocato a football al Morehouse College.

## Carriera professionistica

### Baltimore Ravens
Harewood fu scelto nel corso del sesto giro del Draft 2010 dai Baltimore Ravens. La sua stagione da rookie finì prima dell'inizio della stagione regolare, quando un'operazione chirurgica ad entrambe le ginocchia lo fece rimanere in lista infortunati per tutto l'anno. La stessa sorte gli capitò nella seconda stagione, questa volta a causa della rottura dei legamenti della caviglia.
Prima dell'inizio della stagione 2012, Harewood si guadagnò il posto di offensive tackle titolare debuttando il 10 settembre nel Monday Night Football vinto nettamente contro i Cincinnati Bengals.
Il 26 agosto 2013, Harewood fu svincolato.

### Denver Broncos
Il 22 gennaio 2014, Harewood firmò un contratto con i Broncos.

## Palmarès
- Super Bowl : 1

Baltimore Ravens: Super Bowl XLVII
- American Football Conference Championship: 1

Baltimore Ravens: 2012

## Statistiche
| Partite totali      | 6 |
| Partite da titolare | 5 |

Statistiche aggiornate alla stagione 2013